# Bibliothèque des sciences de l'Antiquité
Pour les articles homonymes, voir BSA.

Logo de la Bibliothèque des sciences de l'Antiquité.

La Bibliothèque des sciences de l'Antiquité (BSA) est une bibliothèque associée de l'Université de Lille (à Villeneuve-d'Ascq dans le Nord, en France).
Cette bibliothèque se spécialise dans les ouvrages reliés à l’histoire ancienne, l’archéologie et les lettres classiques. Elle dépend de la Faculté des Humanités et du Centre de recherche HALMA – UMR 8164 (ULille, CNRS, MC). Sa collection a reçu la certification CollEx offert par le réseau Persée pour sa collection d’excellence en Antiquité. La BSA contribue au Pôle de conservation partagée des périodiques pour tout ce qui concerne les sciences de l’Antiquité et l’archéologie. Ce programme est chapoté par le CTLES, centre technique du livre de l’enseignement supérieur.

## La collection
La collection de la BSA se compose de plus de 45 000 documents dédiés à la littérature et la langue gréco-latine, à l’archéologie, l’histoire et la civilisation méditerranéenne et régionale, du début de l’histoire à la fin de l’Antiquité.
Son objectif est de développer un ensemble de documents reliés au monde antique de niveau universitaire pour accompagner les choix pédagogiques dans les disciplines classiques de l’université et les sujets de recherche, surtout ceux provenant du laboratoire Halma.
La bibliothèque offre à ses usagers de l’Université de Lille les collections de textes classiques et leurs commentaires, l’essentiel des rapports de fouilles et les corpus et périodiques majeurs liés à la discipline classique. D’Homère à saint Augustin, pratiquement aucun auteur classique ni genre littéraire sont ignorés. Cependant, la littérature chrétienne primitive est moins présente que pour les auteurs du monde gréco-romain. La BSA essaie de couvrir l’intégralité du territoire de l’occident romain, en mettant l’accent sur la région géographique de Lille (la Gaule, les Germanies et la Bretagne). Cette spécialité a permis à la bibliothèque de jouer un rôle dans l’écriture de la chronologie de la Gaule Belgique.
Aucune langue moderne est ignorée pour les acquisitions. On retrouve tout ce qui est essentiel en langue française, allemande, anglaise et italienne. Cependant, pour la collection archéologique, il peut y avoir de l’information en néerlandais, grec moderne et turc.
Les domaines couverts : langue et littérature grecques, langue et littérature latine, histoire grecque, histoire romaine, archéologie grecque, archéologie romaine, archéologie nationale, archéologie du Proche-Orient, histoire religieuse, sanskrit.

## Localisation
La bibliothèque est située à Villeneuve-d'Ascq, sur le campus Pont-de-Bois, au bâtiment B de l'université, salle B0.659.
Station de métro Pont de Bois.
Les horaires sont du lundi au vendredi de 8h00 à 20h00 pendant la période de cours.
La salle consacrée à la lecture possède 30 places assises. Cependant, tous les documents sont en accès limités, accessibles uniquement pour les étudiants en sciences de l’Antiquité de l’Université de Lille. La consultation est ouverte pour tous. C’est pour emprunter qu’il faut une carte étudiante ou d’employé.

## Chronologie
- Depuis août 2010, la bibliothèque a créé son blog, Insula  (ISSN 2427-8297). Dans ce dernier, la BSA publie de nombreuses infolettres concernant les faits actuels concernant la discipline des sciences de l’Antiquité[5].
- La bibliothèque est un membre fondateur de Nordoc’Archéo, un réseau documentaire en archéologie septentrionale, créé en 2013[6].
- La Bibliothèque des sciences de l'Antiquité est le Siège de la Rédaction française de L'Année philologique depuis 2015.
- Du 4 février au 30 août 2016, la BSA a contribué à l’exposition Marguerite Yourcenar et l’empereur Hadrien, une réécriture de l’histoire. Elle a été présentée au forum antique de Bavay, musée archéologique du Département du Nord[7].
- La BSA participe, depuis septembre 2022, au projet Rev@ntiq, dont le but est de construire un service de regroupement des revues en sciences de l’Antiquité et en archéologie[8].
- De 2012 à 2019, la BSA prêta une partie de leur collection pour l’exposition Le « vase qui parle »[9].
- Actuellement, Christophe Hugot est le responsable de la bibliothèque[10].